# 梁赞大公国
梁赞大公国（1078-1521）是俄羅斯歷史上的一个公国，首都最初位於舊梁赞。12世纪末，梁赞大公国与弗拉基米尔-苏兹达尔大公国頻繁交戰。1186年到1208年年间，舊梁赞兩度被燒毀。1237年舊梁赞又被蒙古帝国焚毀，然后梁赞大公国將首都搬遷至佩列亚斯拉夫尔梁赞斯基，也就是現在的梁赞。
1520年，莫斯科大公瓦西里三世将梁赞最后一位大公伊凡五世俘虏并囚禁在莫斯科。 1521年，伊凡五世逃到立陶宛大公国。同年，梁赞大公国併入莫斯科大公国。